# Liga I 2023-2024 (fotbal feminin)
Liga I 2023–2024 a fost al 34-lea sezon al SuperLigii Feminine, prima divizie a fotbalului feminin din România. Competiția a fost câștigată de Farul Constanța.

## Echipele românești în competițiile europene
| Competiție       | Echipă         | Progres |
| ---------------- | -------------- | ------- |
| Liga Campionilor | U Olimpia Cluj | Runda 2 |

## Schimbări de echipă
| Promovată din Liga II - Farul Constanța - Gloria Bistrița-Năsăud | - Fair Play București - Universitatea Galați Desființate - Carmen București (locul 3 în Liga I 2022-23) |

## Clasament sezon regular
|  | Loc | Club                   | Puncte | Meciuri | Victorii | Egaluri | Înfrângeri | Goluri date | Goluri primite | Diferența | Note     |
|  | --- | ---------------------- | ------ | ------- | -------- | ------- | ---------- | ----------- | -------------- | --------- | -------- |
|  | 1.  | SSU Poli Timișoara     | 35     | 14      | 11       | 2       | 1          | 45          | 14             | +31       | Play off |
|  | 2.  | FC U Olimpia Cluj      | 26     | 14      | 7        | 5       | 2          | 38          | 11             | +27       | Play off |
|  | 3.  | Farul Constanța        | 26     | 14      | 8        | 2       | 4          | 50          | 12             | +38       | Play off |
|  | 4.  | Csíkszereda MC         | 24     | 14      | 6        | 6       | 2          | 44          | 15             | +29       | Play off |
|  |     |                        |        |         |          |         |            |             |                |           |          |
|  | 5.  | Gloria Bistrița-Năsăud | 24     | 14      | 7        | 3       | 4          | 32          | 13             | +19       | Play out |
|  | 6.  | Banat Girls            | 15     | 14      | 4        | 3       | 7          | 24          | 38             | -14       | Play out |
|  | 7.  | CSM Alexandria         | 7      | 14      | 2        | 1       | 11         | 12          | 67             | -55       | Play out |
|  | 8.  | Ladies Târgu Mureș     | 0      | 14      | 0        | 0       | 14         | 3           | 78             | -75       | Play out |

### Clasament final
Play off
|     | Loc | Club               | Puncte | Meciuri | Victorii | Egaluri | Înfrângeri | Goluri date | Goluri primite | Diferența | Note |
| --- | --- | ------------------ | ------ | ------- | -------- | ------- | ---------- | ----------- | -------------- | --------- | ---- |
| (C) | 1.  | Farul Constanța    | 55     | 12      | 9        | 2       | 1          | 21          | 10             | \|        |      |
|     | 2.  | U Olimpia Cluj     | 46     | 12      | 6        | 2       | 4          | 19          | 10             | +9        |      |
|     | 3.  | Csíkszereda MC     | 41     | 12      | 5        | 2       | 5          | 15          | 20             | -5        |      |
|     | 4.  | SSU Poli Timișoara | 38     | 12      | 1        | 0       | 11         | 11          | 26             | -15       |      |

Asociația Futball Klub Csíkszereda Miercurea Ciuc - Csíkszereda MC;
Play out
|  | Loc | Club                   | Puncte | Meciuri | Victorii | Egaluri | Înfrângeri | Goluri date | Goluri primite | Diferența | Note |
|  | --- | ---------------------- | ------ | ------- | -------- | ------- | ---------- | ----------- | -------------- | --------- | ---- |
|  | 5.  | Gloria Bistrița-Năsăud | 60     | 12      | 12       | 0       | 0          | 55          | 3              | +52       |      |
|  | 6.  | CSM Alexandria         | 31     | 12      | 8        | 0       | 4          | 36          | 19             | +17       |      |
|  | 7.  | Banat Girls            | 15     | 12      | 0        | 0       | 12         | 0           | 36             | -36       |      |
|  | 8.  | Ladies Târgu Mureș     | 12     | 12      | 4        | 0       | 8          | 20          | 53             | -33       |      |